# Pas de quartier
Pour les articles homonymes, voir Quartier.

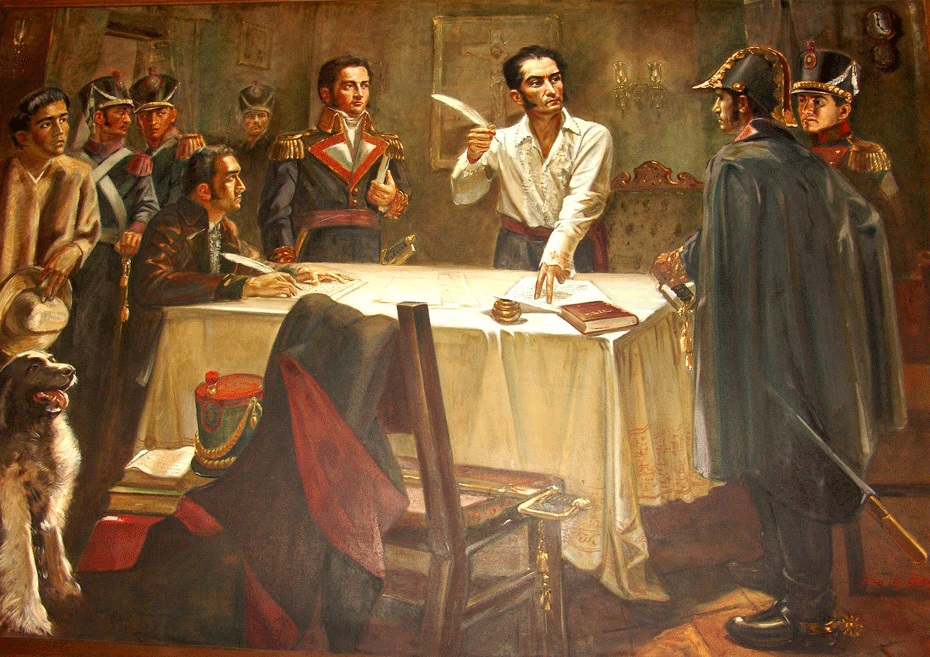
Simón Bolívar signant le Décret de guerre à mort.

Dans le domaine militaire, l'expression « pas de quartier » (ou « pas de prisonniers ») signifie que le vainqueur ne montre aucune clémence et aucune pitié envers les vaincus et qu'il refuse d'épargner leur vie après leur capitulation sans condition. Les traités modernes du droit international humanitaire interdisent de ne faire aucun quartier.
Par le passé, au cours d'un siège, il était admis que si les défenseurs avaient l'occasion de capituler et s'y refusaient, le droit de la guerre laissait aux attaquants victorieux le choix d'épargner les défenseurs ou bien de les tuer.
Traditionnellement, dans certaines circonstances, les belligérants pouvaient afficher leur volonté de ne pas faire quartier en hissant un pavillon ; toutefois, l'usage du drapeau rouge pour montrer l'intention de ne pas faire quartier n'était pas universel entre les combattants.

## Étymologie
L'expression provient peut-être d'un ordre quand le commandant d'une armée victorieuse n'acceptera pas de quartier (au sens d'héberger) les combattants ennemis capturés. Par conséquent, ils n'acceptent aucun prisonnier et tous les combattants ennemis doivent être tués. Une autre origine proposée par l'Oxford English Dictionary est que le terme « quartier » peut signifier « relations avec l'autre », auquel cas « pas de quartier » implique le refus d'un accord (une relation) avec l'ennemi qui veut se rendre.

## Histoire
Au XVIIe siècle, la guerre de siège était une pratique courante et ses conventions étaient si bien comprises dans la population qu'une mode voulait qu'on parie sur le résultat et la durée d'un siège. Certains[Qui ?] disent que la somme colossale de 200 000 £ portait sur l'issue du siège de Limerick en 1690[pas clair]. L'honneur militaire commandait de défendre la place mais si la garnison ne se rendait qu'après le percement d'une brèche, on leur « faisait quartier ». Le cas échéant, les défenseurs « battaient la chamade (en) » pour montrer qu'ils déposaient les armes et ils recevaient un sauf-conduit jusqu'au plus proche territoire ami. Si la garnison continuait de se défendre après le percement de la brèche, elle ne bénéficiait pas de cette clémence et on ne lui faisait « pas de quartier » : les assaillants pouvaient piller la ville et, souvent, la garnison était tuée.

Pavillon rouge.

Dans certaines circonstances, les belligérants affichaient leur intention de ne faire aucun quartier en hissant le pavillon rouge,. Néanmoins, le drapeau rouge n'était pas d'usage universel.

Le pavillon noir qui symbolise la piraterie.

Les drapeaux noirs ont aussi été utilisés pour annoncer qu'on ferait quartier aux adversaires s'ils se rendaient rapidement ; le meilleur exemple est celui du pavillon utilisé par les pirates pour intimider un équipage et l'inciter à se rendre. En promettant de faire quartier, les pirates évitaient des batailles navales coûteuses et dangereuses qui causeraient de graves avaries aux deux bâtiments et entraîneraient nombre de morts et de blessés. À la bataille de Tippermuir (en) en 1644, les Covenantaires écossais avaient pour cri de guerre « Jésus, et pas de quartier ! » (Jesus, and no quarter) pour annoncer qu'ils ne garderaient aucun prisonnier.

## Droit international humanitaire
Selon le droit international humanitaire, « il est notamment 'interdit' : ...d. de déclarer qu'il ne sera pas fait de quartier ; » dans l'article 23 du chapitre Règlement concernant les lois et coutumes de la guerre sur terre de la Seconde conférence de La Haye. Depuis un verdict sur le droit relatif aux crimes de guerre et aux crimes contre l'humanité aux procès de Nuremberg en 1946, la conférence de La Haye, y compris l'interdiction explicite d'annoncer ne faire aucun quartier, s'inscrit dans le droit international coutumier et s'applique à toutes les parties lors d'un conflit armé international.